# Saint-Onuphre-du-Janicule (titre cardinalice)
Saint-Onuphre-du-Janicule (en italien : Sant'Onofrio al Gianicolo), est un titre cardinalice  érigé par le pape Léon X le 6 juillet 1517 à la suite du consistoire tenu le 1er juillet au cours duquel il avait augmenté de façon notable le nombre des cardinaux.
Initialement créé en tant que diaconie (donc attribué à des cardinaux-diacres), le titre a été transformé en paroisse par le pape Sixte Quint le 13 avril 1587 par la constitution apostolique Religiosa. Il est depuis attribué à des cardinaux-prêtres.
L'église Sant'Onofrio au Janicule à laquelle est rattaché le titre, est dédiée à Onuphre l'anachorète, ermite de la Thébaïde d'Égypte au IVe siècle.

## Titulaires

### Titulaires de la diaconie
- Jean de Lorraine (1518-1550)
- Innocenzo Ciocchi del Monte (1550-1562)
- Ludovico Madruzzo (1562-1586)

### Titulaires de la paroisse
- Philippe de Lénoncourt (1588-1592)
- Filippo Sega (1594-1596) ; tombeau dans l'église de Saint-Onuphre-du-Janicule.
- Flaminio Piatti (1596-1600)
- Domenico Tosco (ou Toschi) (1604-1610)
- Maffeo Barberini (1610-1623) ; élu pape sous le nom d'Urbain VIII.
- Francesco Barberini, comme diaconie (1623-1624)
- Antonio Marcello Barberini, O.F.M.Cap. (1624-1637)
- Vacance (1637-1645)
- Orazio Giustiniani, C.O. (1645-1649)
- Giovanni Girolamo Lomellini (1652-1659)
- Benedetto Odescalchi (1659-1676) ; élu pape sous le nom d'Innocent XI.
- Pierre de Bonzi (1676-1689)
- Guillaume-Egon de Furstenberg (1689-1704)
- Orazio Filippo Spada (1707-1724)
- Vincenzo Petra (1724-1737)
- Vacance (1737-1744)
- Francesco Landi Pietra (1744-1745)
- Vacance (1745-1749)
- Giovanni Battista Mesmer (1749-1760)
- Vacance (1760-1773)
- Giovanni Battista Braschi (1773-1775) ; élu pape sous le nom Pie VI.
- Marc'Antonio Marcolini (1777-1782)
- Vacance (1782-1794)
- Giovanni Battista Caprara Montecuccoli (1794-1810)
- Vacance (1810-1816)
- Giovanni Battista Zauli (1816-1819)
- Luigi Frezza (1836-1837)
- Giuseppe Mezzofanti (1838-1849)
- Carlo Luigi Morichini (1852-1877)
- Francesco Saverio Apuzzo (1877-1880)
- Vacance (1880-1894)
- Domenico Svampa (1894-1907)
- Pierre Paulin Andrieu (1907-1935)
- Emmanuel Célestin Suhard (1935-1949)
- José Garibi y Rivera (1958-1972)
- Pio Taofinu'u, Mariste (1973-2006)
- Carlo Furno (2006-2015)
- Pierbattista Pizzaballa (depuis 2023)

### Sources
- (it) Cet article est partiellement ou en totalité issu de l’article de Wikipédia en italien intitulé « Sant'Onofrio (diaconia) » (voir la liste des auteurs).